# ウシサワラ
ウシサワラ（牛鰆、英: Chinese macherel, Chinese seerfish、学名:Scomberomorus sinensis）は、スズキ目サバ科サワラ属の硬骨魚。別名：オキサワラ。地方名：オオサワラ（東京・和歌山・高知・九州）、クモサチ・ハザワラ（神奈川）、ホテイサワラ（秋田）、ヤナギサワラ（富山）、ヤマイヌ（福岡）、イヌサワラ（長崎）。

## 分布
中国、朝鮮、インドシナ半島。日本国内では秋田以南および千葉以南。沿岸（サワラよりも沖合に生息）や河口域に分布するが、メコン川では河口から300キロ上流まで遡上したことがある。

## 形態
全長2メートル、体重80キロに達する。
体は側扁し、頭部の背縁は眼の上方で著しくくぼむ。吻は長く、尖る。体側上部に不明瞭な大型の斑紋が2列並ぶ。
側線は単一。第一背鰭後方部下方で急に下降する。また、第一鰓弓の鰓耙が12-15であることにより他のサワラ属と区別できる。
背鰭15-17棘条15-17軟条、6-8個の離鰭あり。胸鰭21-23軟条。腹鰭1棘条5軟条。臀鰭16-19軟条、6-7個の離鰭あり。

## 人との関わり
食用。ただし日本近海では漁獲量は少ない。輸入したものが粕漬などに利用される。味はサワラに劣る。